# Eoligarry (Ort)
Eoligarry, schottisch-gälisch: Eòlaigearraidh, ist eine kleine Streusiedlung auf der schottischen Hebrideninsel Barra. Sie liegt auf der Halbinsel Eoligarry im Norden von Barra nahe dem Hügel Ben Eoligarry, der mit 102 m höchsten Erhebung der Halbinsel.
In Eoligarry gibt es eine Schule und eine Anlegestelle an der Ostküste, die einst von der Fähre nach Eriskay bedient wurde. Etwa zwei Kilometer südwestlich befindet sich der Barra Airport. Castlebay, der Hauptort der Insel, befindet sich etwa neun Kilometer südwestlich.
Der Broch Dun Scurrival liegt im Westen der Halbinsel Eoligarry.